# Ognjen Ilić
Ognjen Ilić (serbisch-kyrillisch Огњен Илић; * 21. November 1998 in Aranđelovac) ist ein serbischer Radrennfahrer.

## Sportlicher Werdegang
Ognjen Ilić trat als Radsportler in die Fußstapfen seines Vaters Zoran Ilić, Sieger der Serbien-Rundfahrt 1992. Als Junior zeigte er 2016 mit einem zweiten Platz bei den Landesmeisterschaften sein Talent und fuhr als Mitglied der Nationalmannschaft im Junioren-Nationencup sowie bei den Europa- und Weltmeisterschaften. 2017 wurde er für einen Lehrgang am Centre Mondial du Cyclisme in Aigle ausgewählt.
2018 begann Ilić ein Studium an der Technischen Universität Graz und fuhr fortan für ein Vereinsteam vor Ort. Auch in der Folge wurde er nicht zum Profi, sondern gab der Kombination aus Sport und Studium den Vorzug und fuhr hauptsächlich Rennen in Südosteuropa. Von 2018 bis 2024 war er jedes Jahr Erster oder Zweiter bei den serbischen Meisterschaften im Einzelzeitfahren, wobei er dreimal siegte. Internationale Erfolge hatte er mit Siegen bei den Balkan-Meisterschaften 2019 und 2023 sowie der Bronzemedaille bei den Mittelmeerspielen 2022, auch dort im Einzelzeitfahren. 2024 wurde er erstmals serbischer Meister im Straßenrennen.
Ilić vertrat sein Land seit 2016 fast jedes Jahr bei Welt- und Europameisterschaften, insbesondere im Einzelzeitfahren, wo sein bestes Resultat ein 22. Platz bei den Europameisterschaften 2021 war.

## Erfolge
2019
 Serbischer Meister – Einzelzeitfahren
 Balkan-Meisterschaften – Einzelzeitfahren
2021
 Serbischer Meister – Einzelzeitfahren
2022
 Mittelmeerspiele – Einzelzeitfahren
2023
 Serbischer Meister – Einzelzeitfahren
 Balkan-Meisterschaften – Einzelzeitfahren
2024
 Serbischer Meister – Straßenrennen
 Balkan-Meisterschaften – Einzelzeitfahren